# Грищенко Савелій Лукич
Савелій Лукич Грищенко (нар. 1893, село Єліне, тепер Сновського району Чернігівської області — 9 березня 1966, Чернігівська область) — український радянський діяч, голова виконавчого комітету Остерської районної ради депутатів трудящих Чернігівської області. Депутат Верховної Ради УРСР 2—3-го скликань.

## Життєпис
Народився в родині селянина-бідняка. Учасник Першої світової війни, служив рядовим солдатом 46-го Дніпровського полку Російської імператорської армії.
З 1919 року — боєць експедиційного загону Щорсівської дивізії Червоної армії.
У 1922—1923 роках — голова Єлінської сільської ради на Чернігівщині.
З 1923 року працював у лісництві села Єліне Сновського району Чернігівщини, був керівником виробничої ділянки ліспромгоспу, перебував на господарській роботі.
Член ВКП(б) з 1925 року.
З 1941 року — організатор і керівник партизанського загону в Чернігівській області, учасник німецько-радянської війни. З 1942 року входив до Чернігівського партизанського з'єднання Олексія Федорова.
З осені 1943 по 1954 рік — голова виконавчого комітету Остерської районної ради депутатів трудящих Чернігівської області.
У 1954—1964 роках — голова колгоспу імені Шевченка («Зоря комунізму») Остерського району Чернігівської області.
Потім — персональний пенсіонер.

## Нагороди
- орден Леніна (26.02.1958)
- орден Вітчизняної війни 1-го ст.
- орден Вітчизняної війни 2-го ст.
- орден «Знак Пошани» (23.01.1948)
- медаль «За відвагу»
- медаль «За перемогу над Німеччиною у Великій Вітчизняній війні 1941—1945 років»
- медаль «За доблесну працю у Великій Вітчизняній війні 1941—1945 років»
- медаль «Партизану Вітчизняної війни» 1-го ст.